# Schwere Panzerabteilung 509
Lo schwere Panzerabteilung 509, comunemente abbreviato in s.Pz.Abt. 509 fu una delle principali unità corazzate d'elite delle Wehrmacht, e venne impegnata su diversi fronti come forza di pronto intervento.
Creato il 9 settembre 1943 con elementi del Panzer-Regiment 204 della 22. Panzer-Division, dopo aver ricevuto i 45 Panzer VI Tiger I d'ordinanza, venne inviato sul Fronte Orientale: dalla fine del 1943 fino all'inizio della primavera del 1944 l'unità venne impegnata nelle zone di Kirovograd, Krivoj Rog, Kiev, Pavlova e nell'Ucraina meridionale. Nel contempo, nel novembre del 1943 la III. compagnia venne distaccata, come supporto alla divisione delle Waffen-SS "Das Reich", mentre la I. compagnia e la II. compagnia continuarono a combattere tra Novosselki, Žitomir, Chmel'nik e Kiev.
Nel settembre del 1944 l'unità venne ritirata dal fronte e trasferita al campo di addestramento di Senneläger per venire riequipaggiata con i nuovi Panzer VI Tiger II. Nel gennaio del 1945, dopo aver ricevuto i 45 carri, venne inviata in Ungheria e assegnata al IV. SS-Panzer-Korps, per prendere parte all'ultima offensiva tedesca della guerra; l'Operazione Frühlingserwachen.
Dopo aver lungamente combattuto contro l'Armata Rossa, in Ungheria prima, e in Austria poi, tutto quello che rimaneva dell'unità - una schwimmwagen, e un camion - si arresero a Linz alle truppe americane, il 9 maggio 1945.

## Comandanti
- Hauptmann Hannibal von Lüttichau (agosto 1943 - novembre 1943)
- Major Gierka (novembre 1943 - febbraio 1944)
- Hauptmann Radtke (febbraio 1944 - marzo 1944)
- Hauptmann Hans-Jürgen Burmester (marzo 1944 - febbraio 1945)
- Hauptmann König (febbraio 1945 - maggio 1945)